# Хьюитт, Ллейтон
Лле́йтон Глинн Хью́итт (англ. Lleyton Glynn Hewitt; род. 24 февраля 1981 года, Аделаида, Австралия) — австралийский профессиональный теннисист; победитель двух турниров Большого шлема в одиночном разряде; победитель одного турнира Большого шлема в парном разряде; финалист двух турниров Большого шлема в одиночном разряде; победитель двух Итоговых турниров ATP в одиночном разряде (2001, 2002); победитель 33 турниров ATP (30 — в одиночном разряде); бывшая первая ракетка мира в одиночном разряде; обладатель двух Кубков Дэвиса (1999, 2003) и одного Командного кубка мира (2001). Член Международного зала теннисной славы (2021).

## Общая информация
Ллейтон — старший из двух детей Глинна и Черилин Хьюиттов; его сестру зовут Джаслин. Отец семейства некоторое время играл в австралийский футбол, со временем начав привлекать туда и сына. Ллейтон занимался им до 13 лет, но позже интерес к игре в теннис перевесил. Его мать Черилин выигрывала крупные соревнования по нетболу (разновидность бесконтактного баскетбола), а затем стала преподавателем физкультуры. Ллейтон с детства был приучен к зарядке и утренним пробежкам по песчаным пляжам Аделаиды, которые остались важной частью его физической подготовки когда он стал профессионалом.
Личная жизнь
До своей женитьбы Хьюитт-младший встречался с бельгийской теннисисткой Ким Клейстерс, с которой даже был некоторое время помолвлен.
В 2005 году Ллейтон сделал предложение австралийской актрисе Ребеккой Картрайт и летом того же года они поженились, У пары трое детей: в конце ноября 2005 года у пары родился первенец — дочь Миа Ребекка, ещё сын Круз Ллейтон (род. 2008) и дочь Ава Сидни (род. 2010).
И Ллейтон и его сестра с детства занимались теннисом, но если у Джаслин так и не получилось проявить себя на серьёзном уровне, то её брат с юниорских лет числился одним из сильнейших теннисистов своего возраста. Сейчас Джаслин занимается бодибилдингом.
Стиль игры и характеристика
Хьюитт — типичный игрок защитного стиля, предпочитающий оставаться на задней линии, вести затяжные розыгрыши. Ллейтон в лучшие годы карьеры был одним из самых быстрых теннисистов в мире, он успевал добежать практически за любым мячом, быстро нанося ответный, точный, но не всегда острый и мощный удар. Был способен вести долгие розыгрыши, постоянно оказывая давление на противника и ожидая его ошибки. Ллейтон был очень хорош на приеме подачи, так, Маливай Вашингтон на турнире в Цинциннати 2004 года сказал, что его даже трудней пробить подачей, чем Агасси, а сам Агасси признавал, что прием Лллейтона не уступал его собственному . Это, плюс отличная техника обводящих ударов в начале XXI века делали австралийца очень сложным соперником для игроков атакующего стиля даже на быстрых покрытиях, Ллейтон имел положительный баланс встреч с Питом Сампрасом (5-4). Лучшие результаты австралиец показывал на травяных и хардовых покрытиях, а на грунте, несмотря на свою скорость, играл средне.
Хотя Хьюитт и являлся приверженцем оборонительного стиля, он редко, но хорошо играл у сетки. У него, несмотря на относительно небольшой рост (180 см), был один из лучших смэшей в мире, подкрученная свеча, которая являлась его визитной карточкой и которую Джон Макинрой и Джим Курье называли лучшей в мире. Самой большой проблемой в его игре всегда было отсутствие мощного удара что с подачи (подача Хьюитта всегда была плоская и в силу его роста не очень эффективная), что с отскока. Хьюитт за счет своих активных действий выигрывал мало очков. Ллейтон любил играть против игроков атакующего стиля, иметь мишень у сетки и точно обводить, но со временем игроки, даже высокие и физически мощные, редко выходили вперед к сетке. Как признал Пит Сампрас, Хьюитт пал жертвой своей эпохи. После серии серьёзных травм ног, преследующих Ллейтона с 2005 года, скорость австралийца была уже не та.
Вместе со скоростью австралийца отличал его воинственный дух. Фантастическим настроем на победу он напоминал молодого Джимми Коннорса, так же страстно сражавшегося за каждое очко. Редко успешный для Хьюитта розыгрыш не заканчивался его криком «Come on!» и гримасой на лице. В 2000 году в Лиссабоне на Итоговом турнире известного своим джентльменским поведением на корте испанца Алекса Корретху такие манеры вывели так, что после матча он даже не пожал Ллейтону руку. Жаловались на такое поведение австралийца также аргентинцы Гильермо Кория и Хуан Игнасио Чела. Ллейтон все время подгонял себя, требовал от своего тела максимальной отдачи — по мнению Пита Сампраса и других бывших соперников Хьюитта, именно поэтому вторую половину своей карьеры австралиец провел за пределами рейтинговой тридцатки.
Инвентарь
Одежда и обувь — Yonex, ракетка — Yonex RDS 001.

## Спортивная карьера

### Начало карьеры
В 1997 году стал самым юным игроком, пробившимся через квалификацию на Открытый чемпионат Австралии: ему было 15 лет и 11 месяцев. Дебют не получился — в стартовом матче Ллейтон в трех сетах уступил испанцу Серхи Бругере — 3-6, 4-6, 3-6.
В 1998 году Ллейтон громко заявил о себе на январском турнире в родной Аделаиде. 17-летний Ллейтон пробился в полуфинал, где сенсационно одолел знаменитого американца Андре Агасси 7-6(5), 7-6(4), попав в финал, где сокрушил гораздо более опытного соотечественника Джейсона Столтенберга 3-6, 6-3, 7-6(4). Тем самым Хьюитт стал одним из самых молодых в истории победителей турниров АТР. Моложе Хьюитта были лишь американцы Майкл Чанг и Аарон Крикштейн. На Открытом чемпионате Австралии того года он на старте уступил в пяти сетах чеху Даниэлу Вацеку — 2-6, 4-6, 6-1, 6-2, 3-6. В октябре того же года, пробившись через квалификацию, вышел в четвертьфинал турнира в Сингапуре. В декабре ему удаётся выиграть турнир из серии «челленджер» в Перте.
В 1999 году Ллейтон снова дошёл до финала в Аделаиде, но уступил там шведу Томасу Энквисту — 6-4, 1-6, 2-6. На этот турнир он впервые приехал как игрок топ-100 мирового рейтинга. Затем он смог выйти в четвертьфинал турнира в Сиднее, обыграв в первом раунде знаменитого соотечественника и № 4 в мире на тот момент Патрика Рафтера. На Открытом чемпионате Австралии Хьюитт одержал наконец первую победу, одолев француза Седрика Пьолина — 6-3, 6-1, 6-1, но во втором раунде уступил немцу Томми Хаасу — 6-4, 4-6, 3-6, 4-6. В марте выходит в финал в Скоттсдейле, где уступил американцу Яну-Майклу Гэмбиллу. В мае он выиграл второй титул ATP в карьере, победив в финале турнира в Делрей-Бич молодого бельгийца Ксавье Малисса — 6-4, 6-7(2), 6-1 и благодаря этому впервые поднялся в топ-50. На дебютном Открытом чемпионат Франции в первом раунде уступает аргентинцу Мартину Родригесу. Летом 1999 года Хьюитт вышел в полуфинал травяного турнира в Лондоне и четвертьфинал в Ноттингеме. В июле дебютирует и на Уимблдонском турнире, где пройдя два раунда, в третьем уступает легендарному немцу Борису Беккеру — 1-6, 4-6, 6-7(5). Кстати, для Беккера это была последняя победа в карьере — в поединке четвёртого раунда он уступил 3-6, 2-6, 3-6 Патрику Рафтеру и завершил свои профессиональные выступления.
После Уимблдона впервые сыграл за сборную Австралии в рамках Кубка Дэвиса против сборной США. Играя на выезде, Ллейтон уверенно выигрывает оба своих поединка против Тодда Мартина и Алекса О’Брайена. Дебют Хьюитта на Открытом чемпионате США состоялся тоже в 1999 году, где он дошёл до третьего раунда. Полуфинал Кубка Дэвиса против России стал для Хьюитта успешным. Он не оставил шансов ни Марату Сафину, который старше австралийца на год, ни опытному Евгению Кафельникову. В октябре вышел в полуфинал на турнире в Сингапуре и сыграл в финале в Лионе. В первом раунде того турнира впервые сразился с Роджером Федерером, который на тот момент был только 67-й в мире, и победил его в трех сетах, а в финале Ллейтон уступил эквадорцу Николасу Лапентти — 3-6, 2-6. На Мастерсе в Париже Хьюитт вновь побеждает вторую ракетку мира Кафельникова. Австралийцы же через два месяца в финальной стадии Кубка Дэвиса в Ницце обыграли французов. Сам Хьюитт проиграл обе одиночные встречи, но благодаря победам его партнеров он стал обладателем самого престижного командного кубка. По итогам сезона Хьюитт занял 25-е место в рейтинге.

### 2000 год (прорыв в элиту и победа на большом шлеме в паре)
В топ-20 Хьюитт ворвался в начале 2000 года. На старте сезона австралийцу удаётся выиграть два турнира подряд: в Аделаиде и Сиднее. Кстати, на этих же турнирах он был в финалах и в парном разряде вместе со своим соотечественником Сэндоном Столлом, но оба раза проиграл тоже австралийцам Тодду Вудбриджу и Марку Вудфорду. В одиночном разряде Открытого чемпионата Австралии во втором раунде Ллейтон разгромил сильного испанца Алекса Корретху — 6-0, 6-0, 6-1 и по итогу дошёл до четвёртого раунда, где швед Магнус Норман прервал победную серию австралийца из 13 матчей — 3-6, 1-6, 6-7(6). В марте он победил в Скоттсдейле, где по пути обыграл № 7 в мире Марсело Риоса, а в финале — англичанина Тима Хенмена. На Мастерсе в Майами он побеждает среди прочих немца Томми Хааса и третью ракетку мира Кафельникова (доведя счет личных встреч до 3-0) и уступает лишь в полуфинале Питу Сампрасу. В мае на следующем для себя грунтовом Мастерсе в Риме вновь вышел в полуфинал, где проигрывает Магнусу Норману. Эти успешные выступления позволяют Хьюитту впервые попасть в первую десятку. На Открытом чемпионате Франции ему удалось выйти в четвёртый раунд.
Летом на травяном турнире в Лондоне выиграл титул, обыграв в финале самого Пита Сампраса 6-4, 6-4. Правда, на Уимблдоне Ллейтон неожиданно уже в первом раунде проиграл другому американцу — Яну-Майклу Гэмбиллу — 3-6, 2-6, 5-7. В августе на турнире в Индианаполисе дошёл до полуфинала, где уступил бразильцу Густаво Куэртену — 5-7, 2-6, а в парном разряде вместе со Сэндоном Столлом выиграл первый парный титул в карьере. На Открытом чемпионате США австралиец выиграл в парном разряде совместно с белорусом Максимом Мирным, став самым молодым теннисистом в истории открытой эры, кому это удалось (на момент победы Хьюитту было 19 лет и 6 месяцев). В одиночном разряде в США Ллейтон тоже выступил удачно. Впервые за карьеру ему удалось дойти до полуфинала на турнире Большого шлема, где в трёх упорных сетах он уступил Сампрасу — 6-7(7), 4-6, 6-7(5).
| Стадия  | Соперники (посев)                 | Рейтинг | Счёт             |
| 1 раунд | Джонатан Старк Эрик Тайно         | 90 / 63 | 6-3, 6-4         |
| 2 раунд | Тодд Вудбридж Марк Вудфорд (1)    | 1 / 2   | 6-1, 4-6, 7-6(4) |
| 3 раунд | Жайми Онсинс Даниэль Орсанич      | 36 / 44 | 6-3, 6-2         |
| 1/4     | Себастьен Ларо Даниэль Нестор (7) | 5 / 24  | 7-6(5), 6-4      |
| 1/2     | Алекс О’Брайен Джаред Палмер (3)  | 4 / 9   | 6-4, 3-6, 7-6(7) |
| Финал   | Рик Лич Эллис Феррейра (4)        | 7 / 8   | 6-4, 5-7, 7-6(5) |

Осенью на Олимпийских играх в Сиднее выступление у Хьюитта не сложилось — в первом же раунде он проиграл партнеру по успеху в США Максиму Мирному со счетом 3-6, 3-6. В октябре на турнире в Базеле Ллейтон доходит до полуфинала, где в упорной борьбе проиграл Роджеру Федереру. Это было первое поражение Хьюитта от швейцарца в карьере (Хьюитт выиграл первые три матча у Федерера в исторической серии их противостояний). В концовке сезона ему удалось впервые сыграть в финале Мастерса в Штутгарте, где в пятисетовом матче уступил Уэйну Феррейре — 6-7(6), 6-3, 7-6(5), 6-7(2), 2-6. Хьюитт стал первым за последние годы тинейджером, квалифицировавшимся на Итоговый чемпионат АТР. На турнире ему не удалось выйти в полуфинал — в групповых матчах он уступил Алексу Корретхе и Марату Сафину и победил Пита Сампраса, взяв у него реванш за Открытый чемпионат США. Впервые в карьере Хьюитт заканчивает сезон в топ-10, заняв итоговою 7-ю строчку. Австралийцы вновь сыграли в финале Кубка Дэвиса — на этот раз против испанцев. Защитить титул не получилось — играя на выезде в Барселоне на грунтовом покрытии, Хьюитт сначала в пяти сетах одолел Альберто Косту, но в решающий день уступил Хуану Карлосу Ферреро, и испанцы победили с общим счётом 3-1.

### 2001 год (победа в США и звание первого в мире)
2001 год стал для Ллейтона одним из лучших в карьере. Из-за обострившейся болезни (время от времени страдает респираторным заболеванием типа аллергии или астмы, хотя официально диагноза «бронхиальная астма» австралийцу никогда не ставили) он поначалу не планировал выступать на родном турнире в Аделаиде. Участие всё же принял, но проиграл в четвертьфинале. Затем Ллейтон завоевал титул на турнире в Сиднее (в финале победил № 4 в мире Магнуса Нормана). Но на Открытом чемпионате Австралии отличиться у него не получилось: в третьем раунде уступил в пяти сетах испанцу Карлосу Мойе. На американских турнирах в Сан-Хосе и Скоттсдейле его результат — четвертьфинал и полуфинал соответственно. На весенних «мастерсах» в Индиан-Уэлсе и Майами Ллейтон оба раза дошёл до полуфинала (уступает там американцам Андре Агасси и Яну-Майклу Гэмбиллу). Затем в гостевом матче Кубка Дэвиса против Бразилии на грунте преподносит сюрприз, победив Густаво Куэртена (вторая ракетка мира и лучший грунтовик мира того времени) — 7-6(5), 6-3, 7-6(3).
В грунтовой части сезона сумел выйти в полуфинал Мастерса в Гамбурге. Вместе с Патриком Рафтером, а также Уэйном Артурсом и Тоддом Вудбриджем, австралийцы выигрывают в мае неофициальный командный Кубок мира. На Открытом чемпионате Франции впервые вышел в четвертьфинал, где уступает Хуану Карлосу Ферреро — 4-6, 2-6, 1-6. В июне Хьюитт выиграл второй подряд титул на травяном турнире в Лондоне, обыграв в последних матчах Пита Сампраса и Тима Хенмена, а затем добыл победу и на турнире в Хертогенбосе, не проиграв на турнире ни сета. Правда, на главном травяном турнире года Уимблдоне не заладилось — в четвёртом раунде австралиец проиграл французу Николя Эскюде — 6-4, 4-6, 3-6, 6-4, 4-6, который прервал его победную серию из 13 матчей на траве.
В августе Хьюитт удачно сыграл на турнире серии Мастерс в Цинциннати, где в полуфинале единственный раз за карьеру проиграл соотечественнику Патрику Рафтеру в двух сетах, а за неделю до Открытого чемпионата США играл на турнире в Индианополисе, где в третьем раунде уступил марроканцу Юнесу эль-Айнауи.

Последней в году турнир серии Большого шлема — Открытый чемпионат США — стал трамплином для восхождения на теннисный трон. Хьюитт начинал турнир в ранге четвёртого номера посева. Он уверенно обыграл на старте шведа Магнуса Густафссона, а затем в скандальном матче второго раунда прошёл американца Джеймса Блэйка. Скандальном — оттого, что Ллейтон по ходу матча неоднократно требовал замены темнокожего лайнсмена, мотивируя это тем, что тот подсуживает его сопернику. Судью не заменили, но Хьюитт обошёлся и без этого, выиграв решающий пятый сет со счётом 6-0. Дальше он расправился с испанцем Альбертом Портасом, немцем Томми Хаасом и юным американцем (на год моложе Хьюитта) Энди Роддиком. В полуфинале Ллейтон Хьюитт в непринуждённом стиле расшифровал игру Евгения Кафельникова, отдав россиянину только четыре гейма. В финале против Пита Сампраса Ллейтон, выиграв три сета подряд, завоевал свой первый одиночный Большой шлем. После этой победы австралиец стал третьей ракеткой мира.
| Стадия  | Соперник (посев)        | Рейтинг | Счёт                       | Время матча |
| 1 раунд | Магнус Густафссон       | 81      | 6-3, 6-2, 7-5              | 2 ч 6 мин   |
| 2 раунд | Джеймс Блейк (WC)       | 95      | 6-4, 3-6, 2-6, 6-3, 6-0    | 3 ч 6 мин   |
| 3 раунд | Альберт Портас (25)     | 25      | 6-1, 6-3, 6-4              | 1 ч 48 мин  |
| 4 раунд | Томми Хаас (16)         | 15      | 3-6, 7-6(2), 6-4, 6-2      | 2 ч 46 мин  |
| 1/4     | Энди Роддик (18)        | 18      | 6-7(5), 6-3, 6-4, 3-6, 6-4 | 2 ч 40 мин  |
| 1/2     | Евгений Кафельников (7) | 7       | 6-1, 6-2, 6-1              | 1 ч 23 мин  |
| Финал   | Пит Сампрас (10)        | 10      | 7-6(4), 6-1, 6-1           | 1 ч 54 мин  |

Сразу после этой победы Ллейтон помог сборной Австралии в полуфинале Кубка Дэвиса победить шведов (сам Хьюитт победил и Йонаса Бьоркмана и Томаса Юханссона), а в начале октября побеждает на турнире в Токио. На Мастерсе в Штутгарте в полуфинале проиграл Томми Хаасу, который прервал победную серию австралийца из 17 матчей подряд. Выигрыш титула на Итоговом чемпионате АТР в Сиднее мог принести ему звание лидера мирового рейтинга. Так и произошло — на протяжении всего турнира Ллейтон проиграл только один сет (в стартовом групповом матче французу Себастьяну Грожану). В дальнейшем Хьюитт обыграл Агасси, тоже претендовавшего на лидерство по итогам года — 6-3, 6-4 и Патрика Рафтера со счетом 7-5, 6-2. Попав в полуфинал, 20-летний австралиец Ллейтон Хьюитт стал самой молодой первой ракеткой мира по итогам года в мужском теннисе, сместив с первой строчки рейтинга Густаво Куэртена. Предыдущий рекорд — 22 года, 3 месяца и 29 дней — принадлежал «королю» 74-го года Джимми Коннорсу. Рекорд Ллейтона продержался 21 год, пока в 2022 году также после победы в США первой ракеткой мира в 19 лет не стал испанец Карлос Алькарас.

Хьюитт доказал, что не случайно стал первой ракеткой мира по итогам года — в полуфинале австралиец одолел испанца Хуана Карлоса Ферреро и легко победил в финальном матче того же Себастьяна Грожана. Австралиец стал также первым за последние 8 лет победителем итогового турнира года, который не проиграл ни одного матча.
| Стадия | Соперник            | Рейтинг | Счёт          | Время матча |
| Группа | Себастьян Грожан    | 7       | 3-6, 6-2, 6-3 | 1 ч 49 мин  |
| Группа | Андре Агасси        | 3       | 6-3, 6-4      | 1 ч 32 мин  |
| Группа | Патрик Рафтер       | 5       | 7-5, 6-2      | 1 ч 37 мин  |
| 1/2    | Хуан Карлос Ферреро | 4       | 6-4, 6-3      | 1 ч 30 мин  |
| Финал  | Себастьян Грожан    | 7       | 6-3, 6-3, 6-4 | 1 ч 55 мин  |

Но завершить сезон на мажорной ноте Хьюитту не удалось. Подуставший австралиец тогда неожиданно провалил домашний финал Кубка Дэвиса против французов, проиграв сначала важнейшую одиночную встречу Николя Эскюде — 6-4, 3-6, 6-3, 3-6, 4-6, а затем вместе с Патриком Рафтером ещё и парную комбинацию. В заключительных встречах одиночного разряда Хьюитт сравнял результат в матче с Себастьеном Грожаном — 6-3, 6-2, 6-3, а вот Уэйн Артурс уступил в решающем матче Эскюде, и французы победили со счетом 3-2.

### 2002 год (титул на Уимблдонском турнире)
В межсезонье Хьюитт расстался со своим тренером Дарреном Кэхиллом и его тренером стал давний соперник и соотечественник Джейсон Столтенберг. Сезон Ллейтон начал участием в Кубке Хопмана, где его партнершей была Алисия Молик. К несчастью, сыграв там два матча, он заболел ветрянкой. Недуг оказался весьма некстати: к Открытому чемпионату Австралии Хьюитт подошел без игровой практики и уже в стартовом матче уступил испанцу Альберто Мартину. Но в продолжении сезона Хьюитт будет только подтверждать неслучайность своего лидерства. В марте он победил Агасси в упорном матче в финале Сан-Хосе и затем выиграл свой первый титул серии «Мастерс» в Индиан Уэлсе, разгромив в финале англичанина Тима Хенмена. На Мастерсе в Майами Ллейтон доходит до полуфинала, в котором проиграл Роджеру Федереру — 3-6, 4-6. Но это еще не был переломным моментом в соотношениях сил между австралийцем и швейцарцем. Перейдя весной на грунт, Ллейтон особых успехов не добился. Лучшими результатами стали полуфинал в Барселоне и четвертьфинал на Мастерсе в Гамбурге. На Открытом чемпионате Франции Хьюитт в четвёртом раунде (как и год назад) играет против Гильермо Каньяса, и аргентинец смог взять реванш — 7-6(1), 6-7(13), 4-6, 3-6.
В июне, перейдя на траву, австралиец в третий раз подряд выиграл турнир в Лондоне, повторив тем самым рекорд Джона Макинроя, причём второй год подряд в финале победил Хенмена. На турнире в Хертогенбосе Хьюитт не защитил свой титул — на четвертьфинальный матч против француза Арно Клемана не вышел на корт из-за небольшой травмы, чтобы не рисковать накануне Уимблдона. Это, плюс интенсивная предуимблдонская подготовка, дало свои плоды. За две недели турнира Ллейтон лишь однажды дал повод усомниться в своём превосходстве, да и то скорее по недоразумению — выиграв в четвертьфинале две партии у голландца Шенгом Схалкеном, он проиграл третью на тай-брейке, на время потерял самоконтроль — и вернул утраченное преимущество лишь в пятом сете ценой громадных усилий. Остальные соперники, в том числе россиянин Михаил Южный в четвёртом круге, «клиент» Хьюитта англичанин Тим Хенмен в полуфинале и аргентинец Давид Налбандян в финале, не сумели взять у него ни единой партии. Всего 6 геймов позволил Ллейтон взять своему сопернику в финале. 6-1, 6-3, 6-2 — это самая лёгкая победа в финале Уимблдона с 1984 года, когда Джон Макинрой разгромил Джимми Коннорса — 6-1, 6-1, 6-2.
| Стадия  | Соперник (посев)     | Рейтинг | Счёт                       | Время матча |
| 1 раунд | Йонас Бьоркман       | 47      | 6-4, 7-5, 6-1              | 1 ч 56 мин  |
| 2 раунд | Грегори Карра (Q)    | 168     | 6-4, 7-6(5), 6-2           | 2 ч 1 мин   |
| 3 раунд | Юлиан Ноул           | 95      | 6-2, 6-1, 6-3              | 1 ч 28 мин  |
| 4 раунд | Михаил Южный         | 61      | 6-3, 6-3, 7-5              | 2 ч 13 мин  |
| 1/4     | Шенг Схалкен (18)    | 23      | 6-2, 6-2, 6-7(5), 1-6, 7-5 | 3 ч 51 мин  |
| 1/2     | Тим Хенмен (4)       | 5       | 7-5, 6-1, 7-5              | 2 ч 19 мин  |
| Финал   | Давид Налбандян (28) | 32      | 6-1, 6-3, 6-2              | 1 ч 56 мин  |

Сезон на американском харде Ллейтон начинает на Мастерсе в Торонто с проигрыша Феликсу Мантилье — 6-2, 4-6, 3-6. На следующем Мастерсе в Цинциннати в четвертьфинале был обыгран Андре Агасси — 7-5, 6-3, а в полуфинале — прогрессирующий чилиец Фернандо Гонсалес — 6-7(3), 7-5, 6-2. Но в финале австралиец проиграл испанцу Карлосу Мойе — 5-7, 6-7(5). Карлос заметил, что Хьюитт, видимо, не очень любит играть с испанцами и южноамериканцами, которые нанесли ему 7 из 9 поражений в сезоне. Кстати, австралиец впервые уступил в финале турнира АТР с осени 2000 года. Свой прошлогодний титул на Открытом чемпионате США Ллейтон не смог защитить. Дойдя до полуфинала, австралиец встретился с Андре Агасси, у которого выиграл три последние очные встречи. На этот раз победу одержал американский ветеран — 4-6, 6-7(5), 7-6(1), 2-6.
В конце сентября Ллейтон помог разгромить команду Индии (5-0) в квалификационном матче за место в Мировой группе Кубка Дэвиса-2003. Дальше Ллейтон осенью заболел, поэтому следуют неудачные выступления: в Токио Ллейтон титул не защитил, в четвертьфинале уступив тайцу Парадорну Шричапану 4-6, 3-6, и Стокгольме (проиграл во втором раунде Рамону Слюйтеру). Хьюитт хорошо выступил на Мастерсе в Париже, где обыграл Яркко Ниеминена, Евгения Кафельникова, Роджера Федерера и в полуфинале Парадорна Шричапана — 6-3, 3-6, 6-3. Но в финале первая ракетка мира безнадёжно уступил россиянину Марату Сафину — 6-7(4), 0-6, 4-6.
В конце года Ллейтон в отличном стиле выиграл второй Итоговый чемпионат АТР подряд. Правда, не избежал Ллейтон и поражения, в очередной раз уступив испанцу Карлосу Мойе. Но победы над другим испанцем Альберто Костой и Маратом Сафиным вывели австралийца в полуфинал, где он обыграл Роджера Федерера, а в финале в тяжелом пятисетовом матче победил Хуана Карлоса Ферреро, закономерно завершив блистательный сезон и второй год подряд заняв вершину рейтинга.
| Стадия | Соперник            | Рейтинг | Счёт                    | Время матча |
| Группа | Альберт Коста       | 11      | 6-2, 4-6, 6-3           | 2 ч 18 мин  |
| Группа | Карлос Мойя         | 5       | 4-6, 5-7                | 1 ч 42 мин  |
| Группа | Марат Сафин         | 3       | 6-4, 2-6, 6-4           | 2 ч 16 мин  |
| 1/2    | Роджер Федерер      | 6       | 7-5, 5-7, 7-5           | 3 ч 0 мин   |
| Финал  | Хуан Карлос Ферреро | 4       | 7-5, 7-5, 2-6, 2-6, 6-4 | 3 ч 51 мин  |

### 2003 год (спад после успехов и второй Кубок Дэвиса)
Сезон 2003 года Ллейтон снова начал участием в командном турнире Кубок Хопмана, где вместе с Алисией Молик на этот раз доходит до финала, где пара уступает американцам. На Открытом чемпионате Австралии Ллейтон в четвёртом раунде уступает марокканцу Юнесу эль-Айнауи — 7-6(4), 6-7(4), 6-7(5), 4-6. Успешно Хьюитт выступил в марте. Сначала он выиграл турнир в Скоттсдэйле, одолев в финале Марка Филиппуссиса, а затем победил и на первом в году Мастерсе в калифорнийском Индиан- Уэлсе. Хьюитт в первом раунде едва унёс ноги от того же марокканца Юнеса эль-Айнауи, отразив 3 матч-пойнта — счет был 6-4, 5-3 и подавал марокканец. Но Ллейтон отыгрался, а в решающем сете Юнес уже не играл так здорово — 4-6, 7-5, 6-2. В финале он разгромил бразильца Густаво Куэртена — 6-1, 6-1. Но этот турнир так и остался последним престижным турниром, который выиграл Ллейтон.
Продолжение сезона не получилось удачным. На Мастерсе в Майами Ллейтон из-за расстройства желудка в первом же раунде со счетом 4-6, 4-6 проиграл 178-му номеру рейтинга Франсиско Клавету. После того как в апреле этого года в четвертьфинале Кубка Дэвиса австралийцы в гостях одолели шведов (сам Ллейтон победил Томаса Энквста), Хьюитт на пять недель ушел в отпуск, пропустив престижные грунтовые мастерсы в Монте-Карло и Риме, и благодаря этому Андре Агасси в конце апреля смог стать первой ракеткой мира, но ненадолго, и в мае даже не играя, Ллейтон снова стал первой ракеткой мира. Ллейтон сыграл лишь в Гамбурге, где в четвертьфинале проиграл чилийцу Фернандо Гонсалесу. За неделю до Открытого чемпионата Франции Хьюитт сыграл на командном чемпионате мира в Дюссельдорфе, где одолел чеха Иржи Новака, американца Джеймса Блэйка и испанца Карлоса Мойю, который из семи предыдущих поединков с австралийцем выиграл пять, в том числе четыре — в прошлом сезоне. Но австралийцы не смогли выйти в финал. На Открытом чемпионате Франции Хьюитт обыграл Николая Давыденко, но в третьем раунде проиграл испанцу Томми Робредо — 6-4, 6-1, 3-6, 2-6, 3-6, впервые в карьере уступив матч, ведя 2-0 по партиям, причем в пятом сете Ллейтон вел 3-0.
В июне, перейдя на траву, Хьюитт заявил, что его больше не будет тренировать Джейсон Столтенберг, а вместо него тренером будет другой австралиец, Роджер Рашид. Игра Ллейтона не улучшилась. Ллейтон традиционно выступил на турнире в Лондоне, где в четвертьфинале он проиграл Себастьяну Грожану — 3-6, 4-6, проиграв на этом турнире впервые с 1999 года, когда он в полуфинале проиграл Питу Сампрасу. Поражение стоило австралийцу первого места в рейтинге — его вновь обошёл Агасси. Несмотря на потерю лидерства в рейтинге, организаторы Уимблдона дали австралийцу первый номер «посева». Неожиданно уже в первом раунде Уимблдонского турнира австралиец уступил 24-летнему хорвату Иво Карловичу, который тогда не входил даже в число 200 лучших в рейтинг-листе. Это поражение «позволило» Хьюитту повторить антирекорд. Ведь прежде действующий чемпион и первая ракетка турнира вылетал на самом старте Уимблдона лишь однажды — в 1967 году, когда испанец Мануэль Сантана уступил американцу Чарли Пасареллу. Из-за этого поражения после окончания Уимблдона Ллейтон опустился в рейтинге сразу на пятое место. А выиграл тот Уимблдон Федерер, впервые став чемпионом турнира Большого Шлема.
На корт вернулся в конце июля на турнире в Лос-Анджелесе, где смотрелся весьма неплохо, попав в финал. В решающем матче против Уэйна Феррейры Хьюитт мог победить, имея три матч-бола в десятом гейме третьего сета. Но использовать их он не смог и позволил Феррейре одержать 15-ю (и последнюю) в карьере победу на турнирах ATP — 6-3, 4-6, 7-5. Но на турнирах серии Мастерс в августе выступил неудачно. В Монреале Хьюитт во втором круге уступил белорусу Максиму Мирному, а в Цинциннати прошлогодний финалист и вовсе в первой же игре проиграл бельгийцу Ксавье Малиссу. На Открытом чемпионате США Хьюитт дошёл до четвертьфинального матча, где испанцу Хуану Карлосу Ферреро проиграл со счетом 6-4, 5-7, 3-6, 1-6. В сентябре Ллейтон принял участие в полуфинале Кубка Дэвиса против Швейцарии. Полуфинал проходил в Мельбурне на арене Рода Лэйвера на харде, и Хьюитт выиграл у Мишеля Кратохвила со счетом 6-4, 6-4, 6-1, и австралийцы вели после двух дней — 2:1. В четвёртой встрече матча, которую проводили лидеры обеих сборных, Роджер Федерер взял два сета у Хьюитта и повел в третьем со счётом 5:3, к тому же имея в запасе свою подачу. Однако австралийский теннисист отыграл подачу на матч, а потом сравнял счет и отыгрался после поражения в двух первых сетах 5-7, 2-6, 7-6(4), 7-5, 6-1. Таким образом, сборная Австралии вышла в финал.
После этого Хьюитт, имевший шансы попасть на Итоговый турнир, не участвовал в соревнованиях АТР до конца года. В концовке сезона он сыграл в финале Кубка Дэвиса, в котором его сборная дома в Мельбурне сыграла с испанцами. Сборная Австралии в финале на траве победила испанцев — 3-1. В первый день финала Хьюитт в пяти сетах одолел лидера испанцев Хуана Карлоса Ферреро — 3-6, 6-3, 3-6, 7-6(0), 6-2, а последнюю одиночную встречу между Хьюиттом и Мойей, которая уже не влияла на общий результат, по обоюдному согласию было решено не проводить. Сезон ещё недавний лидер мировой классификации окончил на 17-й позиции в качестве второй ракетки Австралии — после довольно успешного сезона Марк Филиппуссис обогнал в рейтинге Ллейтона.

### 2004 год (возвращение в пятерку и финал в США)

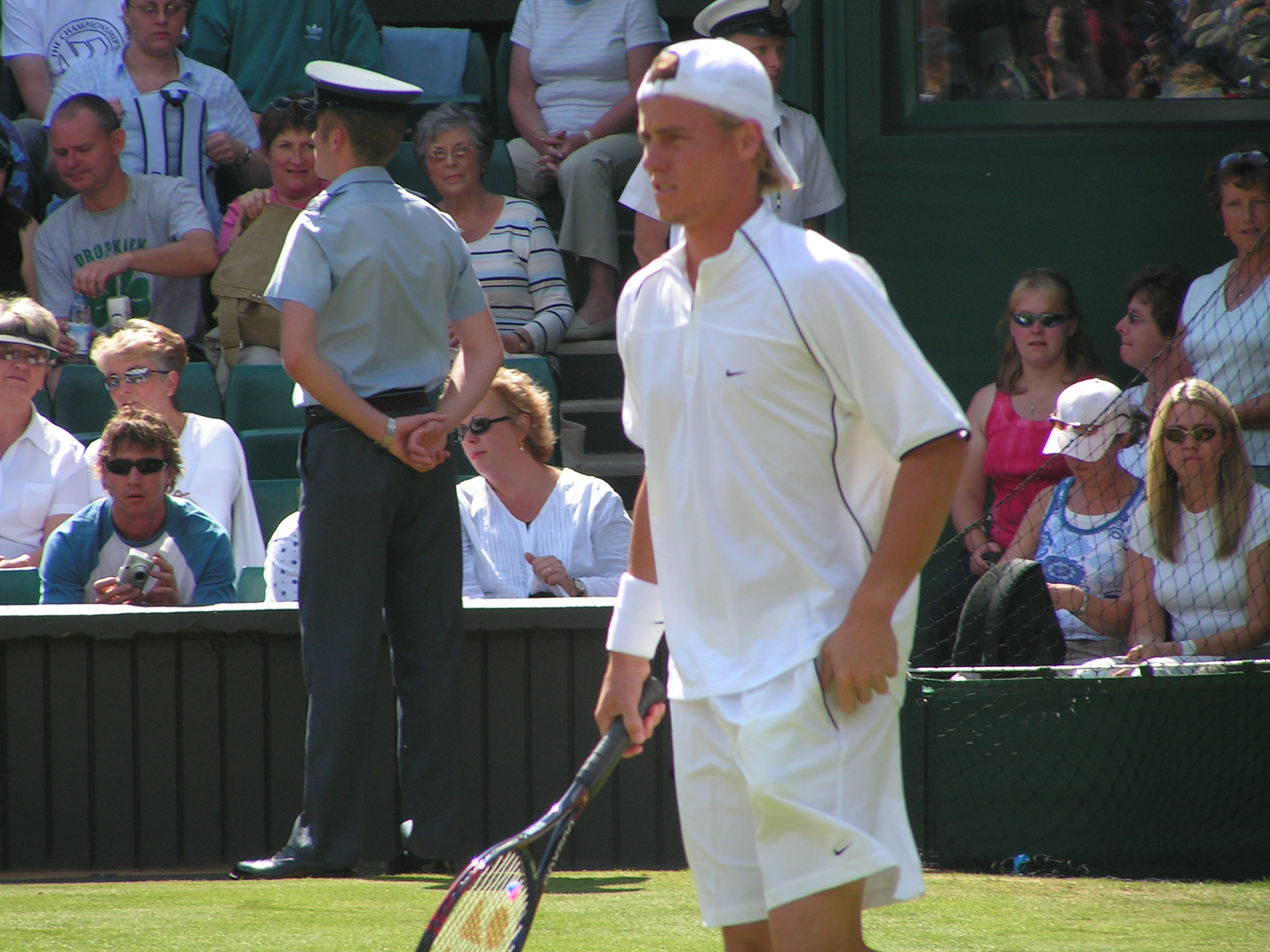
Ллейтон Хьюитт играет на Уимблдоне в 2004 году

Начал сезон 2004 года Ллейтон на Кубке Хопмана, в паре с Алисией Молик должен был выступить в финале турнира, но пришлось сняться с турнира из-за травмы Алисии. В Сиднее Ллейтон выиграл титул, правда, в последних раундах его соперники снялись по ходу матча (в полуфинале — Мартин Веркерк, а в финале Карлос Мойя при счете 4-3 в пользу Ллейтона, отказался продолжать матч). На Открытом чемпионате Австралии Ллейтон снова дошел до четвёртого раунда, где проиграл Роджеру Федереру (6-4, 3-6, 0-6, 4-6), который в итоге выиграл этот турнир и на долгие годы стал первой ракеткой мира. В феврале Ллейтон выигрывает турнир в Роттердаме, где для этого обыграл, начиная с четвертьфинала, трёх игроков топ-20: Райнера Шуттлера (№ 6), Тима Хенмена (№ 11) и Хуана Карлоса Ферреро (№ 3) в финале со счётом 6-7(1), 7-5, 6-4. В первом раунде Кубка Дэвиса Ллейтон обыграл прогрессурующего шведа Робина Сёдерлинга, но австралийцы уступили шведам 1-4.
Весной Ллейтон играет не особо успешно. На Мастерсе в Индиан Уэлсе австралиец не смог защитить свой титул, на стадии третьего раунда проиграв аргентинцу Хуан Игнасио Челе в трех сетах. На Мастерсе в Майами австралиец также вылетает уже на стадии третьего раунда, где проиграл румыну Андрею Павелу 4-6, 5-7.
В апреле, перейдя на грунт, на грунтовом Мастерсе в Монте-Карло Ллейтон обыграл француза Жюльена Беннето и сильного на грунте аргентинца Гастона Гаудио, но в третьем раунде проиграл будущему финалисту турнира немцу Райнеру Шуттлеру. Также во втором раунде он выбывает на грунтовом Мастерсе в Риме, где снова проиграл Андрею Павелу 6-4, 3-6, 4-6. Зато на Мастерсе в Гамбурге Хьюитт дошёл до полуфинала, где он уступает (правда, без борьбы) победителю Роджеру Федереру — 0-6, 4-6.
В составе Австралии в мае доходит до финала неофициального командного кубка мира, где его команда уступила чилийцам. На Открытом чемпионате Франции Хьюитт во второй раз в карьере вышел в четвертьфинал, где он разгромно проиграл будущему чемпиону того турнира Гастону Гаудио — 3-6, 2-6, 2-6. В июне на траве в Лондоне Ллейтон опять уступил будущему чемпиону, в полуфинале впервые в карьере проиграв американцу Энди Роддику 6-7(7), 3-6. На Уимблдонском турнире Хьюитт пробился в четвертьфинал, победив среди прочих Горана Иванишевича и Карлоса Мойю. Путь дальше ему вновь преградил будущий победитель, которым в тот год стал швейцарец Федерер.
Переломный момент случился в августе. Если на турнире серии Мастерс в Торонто Хьюитт в третьем раунде уступил французу Фабрису Санторо, то в Цинциннати выдал ряд побед над такими сильными игроками, как Густаво Куэртен, Тим Хенмен, Марат Сафин и Томми Робредо, правда, в финале уступив Андре Агасси — 3-6, 6-3, 2-6. Ради того чтобы как следует подготовиться к Открытому чемпионату США, он даже пожертвовал Олимпиадой. Непосредственно перед Открытым чемпионатом США Ллейтон выиграл два турнира: в Вашингтоне и Лонг-Айленде, показав отличную готовность к выступлению на главном турнире Америки. Выступая на Открытом чемпионате США, где он побеждал в 2001 году, Хьюитт крушил одного соперника за другим (правда, до самого финала соперники Ллейтона были не игроки из топ-20), не проиграв ни сета, и получил шанс стать первым игроком, который бы выиграл этот чемпионат, не уступив ни одной партии. Но соперником по финалу был № 1 в мире Роджер Федерер. Начало встречи с Федерером повергло поклонников австралийца в шок. 18 минут — и 0-6! Второй сет получился гораздо более упорным и завершился на тай-брейке, где победил всё-таки швейцарец. А в третьем Роджер преподнес Ллейтону ещё одну «баранку» — 0-6, разгромив австралийца. Таким образом, в 2004 году Хьюитт впервые в карьере проиграл в финале турнира серии Большого шлема и установил своеобразный рекорд — на всех четырёх турнирах «Большого шлема» он проигрывал на разных стадиях будущему чемпиону.
| Стадия  | Соперник (посев)     | Рейтинг | Счёт             | Время матча |
| 1 раунд | Уэйн Феррейра        | 107     | 6-1, 7-5, 6-4    | 1 ч 42 мин  |
| 2 раунд | Хишам Арази          | 47      | 7-6(7), 6-1, 6-2 | 1 ч 53 мин  |
| 3 раунд | Фелисиано Лопес (30) | 32      | 6-1, 6-4, 6-2    | 1 ч 30 мин  |
| 4 раунд | Кароль Бек           | 72      | 6-4, 6-2, 6-2    | 1 ч 40 мин  |
| 1/4     | Томми Хаас           | 45      | 6-2, 6-2, 6-2    | 1 ч 38 мин  |
| 1/2     | Йоахим Юханссон (28) | 30      | 6-4, 7-5, 6-3    | 1 ч 59 мин  |
| Финал   | Роджер Федерер (1)   | 1       | 0-6, 6-7(3), 0-6 | 1 ч 49 мин  |

В октябре на турнире в Токио Ллейтон дошёл до полуфинала, где, как часто бывало в этом сезоне, уступил будущему чемпиону турнира Иржи Новаку, а в ноябре сыграл в Париже, где в четвертьфинале проиграл опять будущему чемпиону Марату Сафину. На Итоговом турнире года, куда Ллейтон пробился под 3-м рейтинговым номером, выступил хорошо, дойдя до финала, дважды по ходу турнира — в групповой стадии и в финале, но опять без борьбы уступил Федереру. Сезон Ллейтон завершил на третьей позиции в мировом рейтинге, уступая Федереру и Роддику.
| Стадия | Соперник       | Рейтинг | Счёт             | Время матча |
| Группа | Карлос Мойя    | 5       | 6-7(5), 6-2, 6-4 | 2 ч 18 мин  |
| Группа | Роджер Федерер | 1       | 3-6, 4-6         | 1 ч 16 мин  |
| Группа | Гастон Гаудио  | 10      | 6-2, 6-1         | 59 мин      |
| 1/2    | Энди Роддик    | 2       | 6-3, 6-2         | 58 мин      |
| Финал  | Роджер Федерер | 1       | 3-6, 2-6         | 1 ч 7 мин   |

### 2005 год (финал в Австралии)
Сезон Ллейтон начинает на турнире в родной Аделаиде, где, впрочем, в четвертьфинале проиграл американцу Тейлору Денту. Зато в Сиднее Ллейтон снова победил, обыграв в финале малоизвестного чеха Иво Минаржа. На Открытом чемпионате Австралии ему впервые за девять лет участия удалось пройти дальше четвертьфинала. На турнире в Австралии он проявил бойцовские качества, выиграв два тяжелейших пятисетовых поединка подряд, проведя на корте в общей сложности более 20 часов. В итоге Хьюитту удалось дойти до финала. Он стал первым австралийцем, кому это удалось сделать на домашнем турнире, с 1988 года, когда в финале играл Пэт Кэш. Но впервые с 1976 года победить на турнире австралийцу было не суждено — Хьюитт проиграл в решающем матче россиянину Марату Сафину.
| Стадия  | Соперник (посев)       | Рейтинг | Счёт                       | Время матча |
| 1 раунд | Арно Клеман            | 111     | 6-3, 6-4, 6-1              | 1 ч 48 мин  |
| 2 раунд | Джеймс Блейк           | 94      | 4-6, 7-6(8), 6-0, 6-3      | 2 ч 35 мин  |
| 3 раунд | Хуан Игнасио Чела (25) | 24      | 6-2, 4-6, 6-1, 6-4         | 2 ч 17 мин  |
| 4 раунд | Рафаэль Надаль         | 56      | 7-5, 3-6, 1-6, 7-6(3), 6-2 | 3 ч 53 мин  |
| 1/4     | Давид Налбандян (9)    | 9       | 6-3, 6-2, 1-6, 3-6, 10-8   | 4 ч 5 мин   |
| 1/2     | Энди Роддик (2)        | 2       | 3-6, 7-6(3), 7-6(4), 6-1   | 2 ч 54 мин  |
| Финал   | Марат Сафин (4)        | 4       | 6-1, 3-6, 4-6, 4-6         | 2 ч 45 мин  |

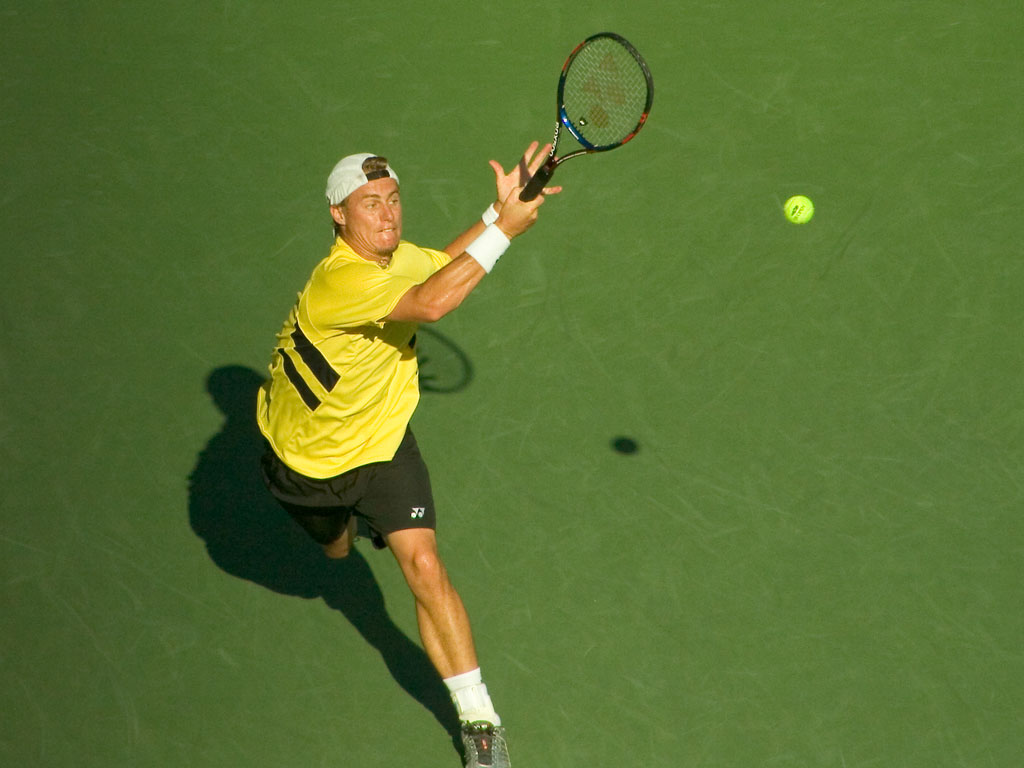
Хьюитт на Открытом чемпионате США 2005 года

Несмотря на поражение в финале, Ллейтон после турнира стал второй ракеткой мира, уступая в рейтинге только (зато основательно) Федереру. На первом в году чемпионате серии Мастерс в Индиан Уэлсе Ллейтон выходит в финал, пройдя на отказе Андре Агасси и, несмотря на 25 эйсов соперника, одолев Энди Роддика 7-6, 6-7, 7-6, доведя счет личных встреч в их противостоянии до 6-1. Но в матче с Энди Ллейтон получил травму пальца ноги и в финале проиграл практически без борьбы Роджеру Федереру — 2-6, 4-6, 4-6.
Собственно, на этом история Ллейтона Хьюитта как претендента на первое место в мировом рейтинге и заканчивается. Началась пора трагических поражений и регулярных травм. Из-за травм Ллейтон был вынужден пропустить Мстерс в Майами и весь грунтовой сезон, включая Открытый чемпионат Франции. Несмотря на длительную паузу, он не потерял в рейтинге второе место. Вернулся в строй австралиец только в июне на традиционный для себя травяной турнир в Лондоне, где дошёл до четвертьфинала, не сумев взять реванш за Уимблдон 2003 у хорвата Иво Карловича — 6-7(4), 3-6. На Уимблдоне Хьюитт смог выйти в полуфинал, где жребий свел первую и вторую ракетки мира, так как Ллейтон был третий «сеяный». Швейцарец Роджер Федерер легко разобрался с Хьюиттом 6-3, 6-4, 7-6(4) и в итоге Федерер снова выиграл Уимблдон.
В июле он также в трех сетах впервые в карьере проигрывает Налбандяну на домашних травяных кортах в рамках Кубка Дэвиса (первое поражение Хьюитта в рамках Кубка Дэвиса с финала 2001 года, когда проиграл Эскюде), и австралийцы проиграли 1-4. В августе на Мастерсе в Цинциннати Ллейтон одолел Грега Руседски, Марио Анчича и Николая Давыденко, но в полуфинале уступает Роддику — 4-6, 6-7(4). Хьюитт снова удачно выступил на Открытом чемпионате США, где в полуфинале он вновь встретился с соперником по прошлогоднему финалу Роджером Федерером. На этот раз Хьюитт смог завязать борьбу и взять один сет — 3-6, 6-7(0), 6-4, 3-6. До конца года Ллейтон сыграл только на одном турнире в Бангкоке, где получил травму, и на четвертьфинальный матч против Парадорна Шричапана он не вышел. Из-за травмы и ожидания прибавления к семейству Ллейтон в этом году больше не играл, в том числе на Итоговом турнире, на который попадал по рейтингу. Несмотря на пропуск многих, в том числе и престижных турниров, Ллейтон закончил сезон на высоком четвёртом месте.

### 2006 год (вылет из топ-10)

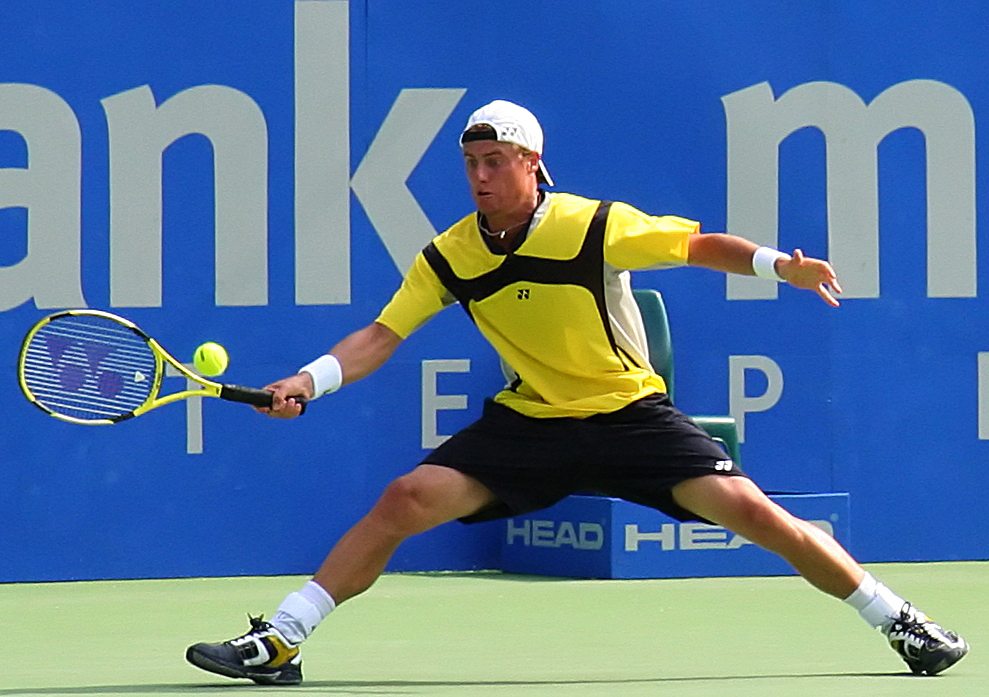
Хьюитт на турнире в Сиднее в 2006 году

В самом начале 2006 года на турнире в родной Аделаиде Ллейтон неожиданно уступил немцу Филиппу Кольшрайберу, а затем проиграл в Сиднее итальянцу Андреасу Сеппи, который прервал победную серию Ллейтона в Сиднее — 4-6, 7-5, 7-5. На семи турнирах «Большого шлема» подряд Ллейтон проигрывал только будущему чемпиону. Но на этот раз австралийца обыграл аргентинец Хуан-Игнасио Чела уже во втором раунде — 4-6, 4-6, 7-6(8), 2-6. Хьюитт не сумел защитить рейтинговые очки, начисленные ему в прошлом году за выход в финал Открытого чемпионата Австралии, и вылетел из топ-10 мирового рейтинга. В феврале Ллейтон играл на турнирах в Сан-Хосе и Лас-Вегасе, в обоих дойдя до финала, но оба раза уступив там. В Сан-Хосе Хьюитт проиграл молодому англичанину Энди Маррею, а в Лас-Вегасе сильнее был американец Джеймс Блейк. В Индиан-Уэлсе и Майами выбывал на стадии начальных раундов, причем в Майами в первый и единственный раз за карьеру он уступил Тиму Хенмену в двух сетах. После этого Хьюитт пропустил почти два месяца и вернулся на корт за неделю до Открытого чемпионата Франции. Во Франции Хьюитт, пройдя первые три раунда, в четвёртом дал бой Рафаэлю Надалю, но на грунте испанец всё-таки победил в четырёх партиях — 2-6, 7-5, 4-6, 2-6 и в итоге выиграл тот турнир.
В июне Хьюитт выиграл травяной турнир в Лондоне, таким образом победив здесь в 4-й раз и завоевав свой 25-й одиночный титул на турнирах ATP. По ходу турнира он обыграл Мирного, Надаля и Хенмена, а в финале он обыграл Джеймса Блейка со счетом 6-4, 6-4. На Уимблдоне Ллейтон выступил неплохо и дошёл до четвертьфинала, где проиграл киприоту Маркосу Багдатису 1-6, 7-5, 6-7(5), 2-6, ненадолго вернувшись в рейтинговую десятку. Игра Ллейтона позволяла рассчитывать на многое, возможно даже на участие в Итоговом турнире, но снова травмы. Перед Открытым чемпионатом США лишь раз достиг четвертьфинала на турнире в Вашингтоне, где первый и единственный раз в карьере проиграл французу Арно Клеману. На самом же турнире серии Большого шлема Хьюитт вышел в четвёртый раунд, где был эпический матч против француза Ришара Гаске — 6-4, 6-4, 4-6, 3-6, 6-3, таким образом, 7-й раз подряд Ллейтон выходит в четвертьфинал в США (и, как оказалось, в последний раз). В четвертьфинале Ллейтон проиграл местному кумиру Энди Роддику, причем на этот раз без особой борьбы — 3-6, 5-7, 4-6. После Открытого чемпионата США Ллейтон выступил только в полуфинале Кубка Дэвиса в сентябре против Аргентины на выезде, но австралийцы на грунте были разгромлены 0-5. Хьюитт проиграл свой матч Хосе Акасусо — 6-1, 4-6, 6-4, 2-6, 1-6, впервые с июня 2003 года проиграв пятисетовый поединок. Больше в том году Ллейтон не сыграл ни на одном турнире из-за травмы и досрочно закончил сезон на 20-м месте в рейтинге.

### 2007 год (26-й титул в карьере)
На корт Хьюитт вернулся в 2007 году не совсем здоровым, к тому же в межсезонье он расстался со своим тренером Роджером Рашидом, вместо которого долго искал постоянного тренера. На Открытом чемпионате Австралии в третьем раунде уступил будущему финалисту — чилийцу Фернандо Гонсалесу — 2-6, 2-6, 7-5, 4-6. В первом раунде Кубка Дэвиса на выезде на грунте австралийцы проиграли бельгийцам со счетом 2-3. Матч с Оливье Рохусом Ллейтон выиграл в пяти сетах, а в воскресенье не до конца залечивший травму Хьюитт также в пяти сетах не справился с Кристофом Влигеном. В начале марта Хьюитт выиграл турнир в Лас-Вегасе, победив в финале Юргена Мельцера. Таким образом, Хьюитт уже восьмой год подряд выигрывает как минимум один титул в году.
Однако затем у Ллейтона опять началась чёрная полоса. На Мастерсе в Индиан-Уэлсе Хьюитт уступил в первом же матче Янко Типсаревичу, причём к концу матча австралиец боролся не только с соперником, но и с болью. Травма оказалась серьёзной, и в Майами Хьюитт не играл.
Вернулся Ллейтон только в мае, когда грунтовой сезон уже был в самом разгаре. И если на Мастерсе в Риме он проиграл в первом же раунде, то в Гамбурге Ллейтон выдал впечатляющую серию побед над хорошими грунтовиками — аргентинцем Агустином Кальери, его соотечественником Хуаном-Игнасио Челой, россиянином Николаем Давыденко и испанцем Николасом Альмагро, и только в полуфинале уступил Рафаэлю Надалю в трехсетовой битве — 6-2, 3-6, 5-7. Потом Ллейтон продолжал играть хорошо — играл в полуфинале турнира в Пёрчах-ам-Вёртерзе. На Открытом чемпионате Франции австралиец играл хорошо, где во втором раунде взял грунтовой реванш у Гастона Гаудио, победив аргентинца в пяти сетах, но в четвёртом раунде он уступил Рафаэлю Надалю, на этот раз практически без боя — 3-6, 1-6, 6-7(5).
Защита титула в Лондоне закончилась уже в первом раунде турнира, где Ллейтон неожиданно проиграл на двух тай-брейках малоизвестному тогда французу Жо-Вильфриду Тсонга. На траве Уимблдона Ллейтон, как и во Франции, дошёл до четвёртого раунда, но в напряжённом поединке уступил Новаку Джоковичу — 6-7(8), 6-7(2), 6-4, 6-7(5).
После Уимблдона тренером австралийца стал соотечественник Тони Роч, который ранее работал с Федерером. На корт Ллейтон вернулся на турнире Мастерс в Монреале в начале августа, где он пробился в четвертьфинал, а затем на Мастерсе в Цинциннати в полуфинал. На обоих турнирах он проигрывал № 1 в мире Роджеру Федереру, причем в Цинциннати — в равной битве 3-6, 7-6(7), 6-7(1). Но после успеха в Цинциннати в игре австралийца снова наступил спад. На Открытом чемпионате США Хьюитт впервые в карьере выбыл на стадии второго раунда, проиграв 30-летнему Агустину Кальери, который до этого в двух очных матчах с австралийцем не смог взять ни одной партии. В сентябре Хьюитт принял участие на турнире в Мумбае, где дошёл до четвертьфинала, уступив Райнеру Шуттлеру, который к тому времени уже не был игроком первой сотни и результатами уже не блистал. Последним в сезоне для него стал турнир в Токио, где бывший лидер мирового рейтинга в четвертьфинале снова не совладал с хорватом Иво Карловичем, завершив сезон на 21-й позиции.

### 2008 год (череда травм и год без титулов)
Сезон 2008 года был омрачён большим количеством травм. Начал его с четвертьфинала в Аделаиде, где вновь не совладал с Тсонгой. На турнире в Сиднее Ллейтон впервые с 2001 года проиграл австралийскому теннисисту, во втором раунде на двух тайбрейках уступив Крису Гуччоне. На Австралийском чемпионате в третьем раунде Ллейтон сыграл почти пятичасовой матч с Маркосом Багдатисом, который закончил в 4 часа 34 минуты утра по местному времени 4-6, 7-5, 7-5 6-7(4), 6-3. В матче четвёртого раунда против Новака Джоковича Ллейтон проиграл — 5-7, 3-6, 3-6, а Джокович завоевал свой первый титул на турнирах Большого шлема.
Из выступлений весной его лучшим результатом стал четвёртый раунд в Индиан-Уэлсе. Грунтовую часть сезона он пропустил из-за проблем с левым бедром. Но на Открытом чемпионате Франции он смог выступить. В третьем раунде он играл против Давида Феррера и вел 2-1 по сетам, но в итоге проигрывает в пяти партиях 2-6, 6-3, 6-3, 3-6, 4-6. На любимом турнире в Лондоне на траве доходит до четвертьфинала и проигрывает Джоковичу. На Уимблдоне в четвёртом раунде проиграл Роджеру Федереру 6-7(7), 2-6, 4-6. В августе он пропускает турниры серии Мастерс в Торонто и Цинциннати и возвращается на корт на Олимпиаде в Пекине. Здесь уже во втором раунде Хьюитт с разгромным счетом (1-6, 2-6) проиграл будущему чемпиону Рафаэлю Надалю, зато в паре с Крисом Гуччоне выбил испанца, играющего в паре с Томми Робредо. В итоге результатом австралийской пары стал четвертьфинал олимпийского турнира. Хьюитт был вынужден восстанавливаться после операции, которую сделали практически сразу после Олимпийских игр, и пропустил остаток сезона. 2008 год стал первым годом с 1998 года, в котором Хьюитт не выиграл хотя бы один титул.

### 2009 год (27-й титул в карьере, возвращение в топ-30 и 500-я победа в карьере)

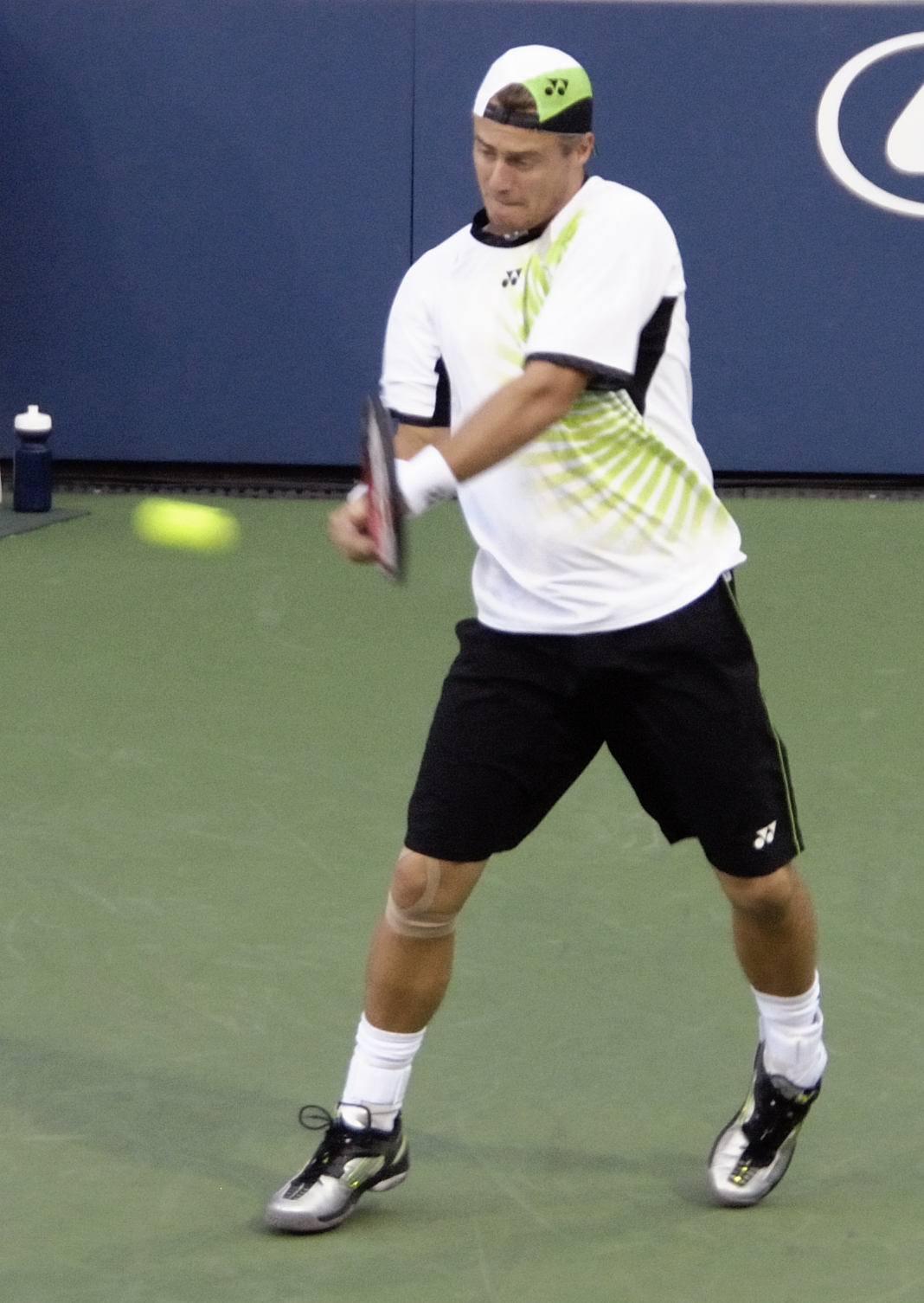
Хьюитт на Открытом чемпионате США в 2009 году

Ллейтон успел восстановиться к началу 2009 года. Начинал он год на Кубке Хопмана в паре с Кейси Деллакквой. Из группы они не вышли. В Сиднее Ллейтон дошёл до четвертьфинала. В Мельбурне, где он был «несеяным» на турнире Большого шлема впервые с 2000 года, не повезло со жребием. В первом раунде ему достался № 14 в мире Фернандо Гонсалес. Хьюитт разочаровал родную публику, проиграв 7-5, 2-6, 2-6, 6-3, 3-6. После Австралии Хьюитт вылетел за пределы первой сотни в рейтинге, но на турнире в Мемфисе ему удалось выйти в полуфинал и вернуться обратно в топ-100. Следующим позитивным результатом для Хьюитта стал выигрыш титула в апреле на грунтовом турнире в Хьюстоне. Австралиец выиграл грунтовый турнир впервые с 1999 года. Перед Открытым чемпионатом Франции сыграл только на двух турнирах, где на грунтовом Мастерсе в Монте-Карло он в первом же раунде уступил Сафину, а в Мюнхене прошел два круга (в матче первого раунда против немца Филиппа Пецшнера Ллейтон одержал 500-ю победу в своей карьере), но в четвертьфинале уступил в равной битве Томашу Бердыху. На Открытом чемпионате Франции Ллейтон в первом раунде обыграл хорвата Иво Карловича, который вел 2-0 по сетам и выполнил против австралийца 55 эйсов, но Ллейтон отыгрался (6-7(1), 6-7(4), 7-6(4), 6-4, 6-3). Во втором раунде Ллейтон обыграл Андрея Голубева, но в третьем раунде проиграл без шансов Рафаэлю Надалю — 1-6, 3-6, 1-6.
В Лондоне Ллейтон проиграл в третьем раунде Энди Роддику на двух тай-брейках. На Уимблдоне во втором раунде Ллейтон смог обыграть аргентинца Хуана Мартина Дель Потро (6-3, 7-5, 7-5), который на тот момент был № 5 в мире, а в четвёртом раунде в пяти сетах Радека Штепанека. Проигрывая чеху 0-2 по сетам, Ллейтон сумел выиграть этот матч — 4-6, 2-6, 6-1, 6-2, 6-2. Но в четвертьфинале Ллейтон второй раз за месяц уступил Энди Роддику. В решающем пятом сете Хьюитт имел 2 скрытых матчбола, но не реализовал их и проиграл со счётом 3-6, 7-6(10), 6-7(1), 6-4, 4-6. На харде летом Ллейтон только один раз вышел в четвертьфинал на Мастерсе в Цинциннати, а на Открытом чемпионате США Ллейтон дошел до третьего раунда. Оба раза он проиграл Роджеру Федереру. Осенью в Азии дошел до полуфинала в Токио, где впервые в карьере проиграл Михаилу Южному — 2-6, 7-5, 5-7. После Мастерса в Шанхае, где Хьюитт проиграл во втором раунде Гаэлю Монфису, он больше не играл в сезоне, закончив его на 22-й позиции в рейтинге.

### 2010 год (28-й титул в карьере и победа над Федерером)

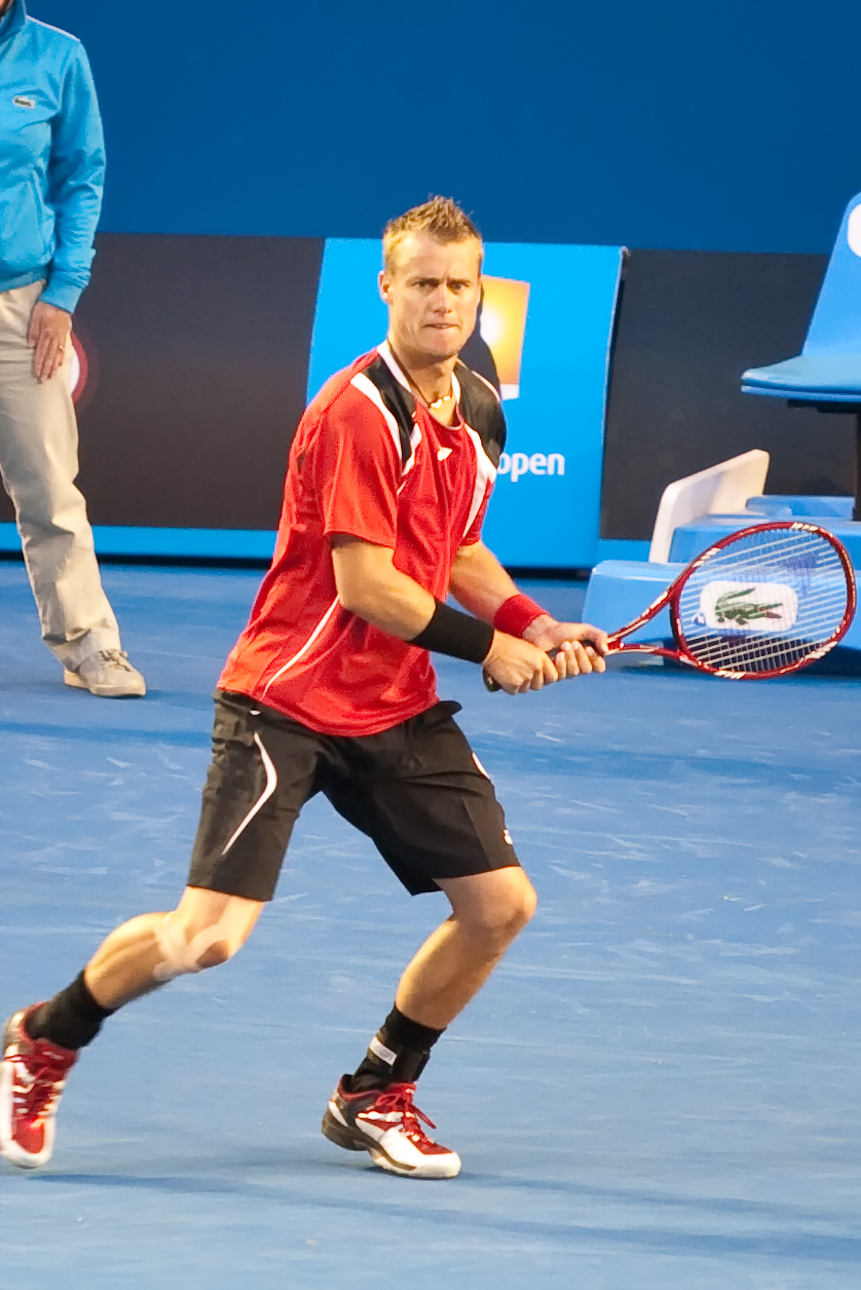
Хьюитт на Открытом чемпионате Австралии в 2010 году

В начале 2010 года на турнире в Сиднее в четвертьфинале проиграл киприоту Маркосу Багдатису, но взял у него реванш в третьем раунде Открытого чемпионата Австралии. В четвёртом раунде Хьюитт выбывает, проиграв Роджеру Федереру — 2-6, 3-6, 4-6. После Австралии Ллейтону потребовалась операция на правом бедре, а потом, как оказалось, ещё и на колене.
Позже в команде Ллейтона признавались, что даже они не знали, сможет ли Ллейтон после этого вернуться на корт. Он смог, вернулся уже в апреле месяце на грунтовой сезон. Начал в Хьюстоне, где вышел в четвертьфинал, но защитить титул не смог, уступив будущему чемпиону Хуану Игнасио Челе. Затем Хьюитт дошел до второго раунда в Барселоне, где проиграл Эдуардо Шванку, во втором раунде он также проиграл на турнире в Риме, уступив Гильермо Гарсие Лопесу. Затем Хьюитт вернулся в Австралию, чтобы принять участие в матче Кубка Дэвиса против Японии, выиграв два своих одиночных матча. На Открытом чемпионате Франции в третьем раунде его соперником, как и год назад, стал Рафаэль Надаль. Их путь во Франции пересекался за последние пять лет уже в 4-й раз и Ллейтон (как в предыдущих встречах) уступил испанцу — 3-6, 4-6, 3-6.
В июне, перейдя на траву, Ллейтон впервые вместо Лондона играет на турнире в немецком городе Халле. Видимо не зря — Ллейтон смог дойти до финала, где 13 июня наконец-то прервал 15-матчевую серию поражений от Роджера Федерера и впервые с сентября 2003 года одержал победу в их 25-й встрече — 3-6, 7-6(4), 6-4. На Уимблдоне, несмотря на низкий рейтинг, Хьюитт был посеян 15-м. В третьем раунде он одерживает хорошую победу над Монфисом, а в четвёртом проигрывает в четырёх сетах № 3 Новаку Джоковичу.
Но с началом хардового сезона австралийца снова преследуют травмы. Сыграв до конца сезона 6 встреч, из которых четыре он проиграл (Ллейтон впервые в карьере также проиграл и в первом раунде Открытого чемпионата США, в пяти сетах уступив французу Полю-Анри Матьё), Хьюитт вновь досрочно завершил сезон.

### 2011 год (операции и вылет из топ-100)
Вернувшись в тур в январе 2011 года, Хьюитт на Открытом чемпионате Австралии в первом же раунде проигрывает Давиду Налбандяну, причём Ллейтон вёл по сетам 2-1, и в 4-м сете имел несколько брейк-пойнтов, но уступил тот сет на тай-брейке, Давид выиграл в пяти сетах — 3-6, 6-4, 3-6, 7-6(1), 9-7. В феврале дошёл до четвертьфинала на турнирах в Сан-Хосе и Мемфисе. В марте в Индиан-Уэлсе в первом же раунде проигрывает Лу Яньсюню со счётом 2-6, 3-6, и объявляет о том, что он делает операцию на ноге, как оказалось на большом пальце левой ноги. На корт он возвращается через три месяца, пропустив Открытый чемпионат Франции. На траве в Халле он доходит до четвертьфинала, таким образом не сумев защитить свой прошлогодний титул. На Уимблдоне играл на болеутоляющих лекарствах. Несмотря на это, в первом раунде Ллейтон одолел сильного японца Кэй Нисикори — 6-1, 7-6(4), 6-7(7), 6-3, а во втором, ведя 2-0 по сетам, проиграл Робину Сёдерлингу — 7-6(5), 6-3, 5-7, 4-6, 4-6. Перед подготовкой к Открытому чемпионату США успел сыграть в Атланте и Уинстон-Сейлеме, но боль в ноге не давала играть, и он снялся с последнего в году турнира серии Большого шлема. В сентябре сыграл на Кубке Дэвиса против Швейцарии. Ллейтон проиграл оба своих поединка: Федереру и Вавринке. Хьюитт в очередной раз из-за травм не смог завершить сезон. Ллейтон, выиграв за сезон всего 9 матчей (проиграв при этом 11), закончил год только на 186-й позиции.

### 2012 год (первый финал за два года)

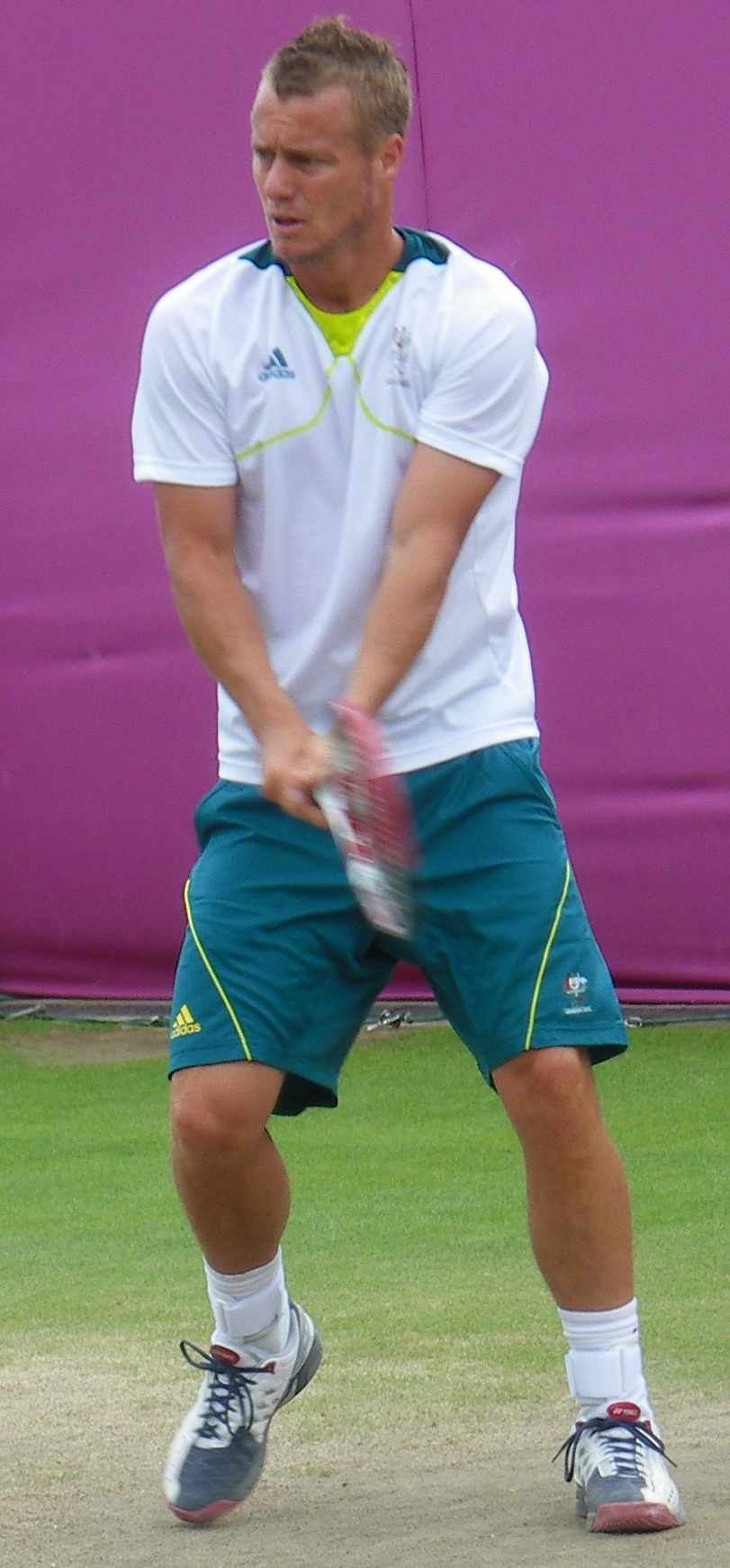
на Олимпийских играх в Лондоне 2012 года

На Открытом чемпионате Австралии 2012 года Ллейтон выиграл у немца Седрика Марселя Штебе, сеяного американца Энди Роддика (счет в личных встречах между Роддиком и Ллейтоном стал ничейным — 7-7 и больше они никогда не играли между собой) и перспективного канадца Милоша Раонича. В четвёртом раунде его соперником стал Новак Джокович — первая ракетка мира. Серб выиграл матч со счетом 6-1, 6-3, 4-6, 6-4, а после победил и на турнире. Сыграв за сборную в Кубке Дэвиса, где выиграл один матч, Ллейтон вновь надолго выбывает. Австралийский теннисист перенёс операцию на большом пальце ноги и пропустил почти четыре месяца. Хьюитт вернулся в строй на Открытом чемпионате Франции, где проиграл в первом раунде Блажу Кавчичу — 6-7(2), 3-6, 7-6(4), 3-6. Также он проиграл и на Уимблдоне, где к тому же не повезло со жребием — австралиец в первой игре встретился с пятым «сеяным» Жо-Вильфридом Тсонга и уступил — 3-6, 4-6, 4-6.
В июле Ллейтон смог выйти в финал на турнире в Ньюпорте. До этого в травяных финалах Ллейтон всегда побеждал (всего семь побед), однако американец Джон Изнер поправил эту идеальную статистику. В двух упорных сетах австралиец проиграл — 6-7(1), 4-6. Из-за низкого рейтинга австралиец мог пропустить Олимпийские игры в Лондоне, но организаторы предоставили ему Уайлд-кард. На старте Хьюиттом были обыграны сильные игроки Сергей Стаховский и 13-й «сеяный» Марин Чилич. В третьем раунде его соперником был Новак Джокович. Ллейтон выиграл первый сет и отыграл подачу Джоковича на сет во втором, но дойти до тай-брейка было не суждено — Джокович делает ещё один брейк и сет за ним — 7-5. А в решающем сете Ллейтон уже играл похуже и проиграл матч — 6-4, 5-7, 1-6.
На Открытом чемпионате США 2012 года, где Хьюитт также получил Уайлд-кард на турнир (австралиец получил специальное приглашение из-за низкого рейтинга на все четыре турнирах Большого Шлема в 2012 году), в первом раунде был побеждён немец Тобиас Камке, а во втором раунде в пятисетовом поединке Ллейтон одолел Жиля Мюллера из Люксембурга — 3-6, 7-6(5), 6-7(5), 7-5, 6-4. В поединке третьего раунда соперником стал пятая ракетка мира испанец Давид Феррер, которому Хьюитт в итоге проиграл − 6-7(9), 6-4, 3-6, 0-6.
В сентябре на Кубке Дэвиса против сборной Германии Хьюитт проиграл оба матча, и в итоге австралийцы проиграли 2-3 немцам, пропустив их в мировую группу. На Мастерсе в Шанхае австралиец продолжает играть неудачно и проигрывает в первом же раунде. На турнире в Стокгольме дошёл до четвертьфинала, наконец вернувшись в рейтинговую сотню. А на турнире в Валенсии Ллейтон первый и единственный раз за сезон обыграл игрока из топ-10 — аргентинца Хуана Монако, правда, уже во втором раунде проиграв хорвату Ивану Додигу, закончив сезон на 82-й позиции.

### 2013 год (пять побед над игроками топ-10)
В начале 2013 года Хьюитт принял участие в выставочном турнире в Куйонге, в котором победил таких теннисистов, как Милош Раонич, Томаш Бердых и Хуан Мартин Дель Потро в финале, завоевав на этом турнире второй титул. На Открытом чемпионате Австралии он потерпел поражение в первом же раунде девятому «сеяному» сербу Янко Типсаревичу 6-7(4), 5-7, 3-6, таким образом, впервые с дебютного 1997 года Ллейтон покинул домашний турнир, не выиграв ни одной партии. Из-за этого проигрыша он вновь покинул топ-100. Хьюитт вплоть до Открытого чемпионата Франции не мог пройти на турнирах, в которых принимал участие, дальше третьего раунда. В самом Париже он в матче первого раунда проиграл, ведя по сетам 2-0, французу Жилю Симону — 6-3, 6-1, 4-6, 1-6, 5-7.
В июне на траве в Лондоне у Ллейтона, выигрывавшего данное соревнование четырежды, сетка получилась не самой простой — были побеждены Майкл Расселл, Григор Димитров, чемпион Лондона-2010 Сэм Куэрри и игрок топ-10 Хуан Мартин Дель Потро. В полуфинале соперником был хорват Марин Чилич, Хьюитт уступил ему — 6-4, 4-6, 6-2. На главном травяном турнире года в Уимблдоне австралиец уже во втором раунде уступил немцу Дастину Брауну — 4-6, 4-6, 7-6(3), 2-6. В июле, как и год назад, он добрался до своего первого финала в сезоне. Австралиец на турнире в Ньюпорте обыграл в полуфинале американца Джона Изнера, а в финале, где считался фаворитом, проиграл французу Николя Маю, который на тот момент не был игроком первой сотни.
Через неделю Хьюитт хорошо выступил уже на харде на турнире в Атланте, дойдя до полуфинала, где его соперником стал снова Изнер, но на этот раз Ллейтон уступил. Сыграв на харде перед Открытым чемпионатом США всего два турнира, Хьюитт сумел там добраться до четвёртого раунда. Во втором раунде в пяти сетах был обыгран экс-чемпион турнира аргентинец Дель Потро со счетом 6-4, 5-7, 3-6, 7-6(2), 6-1. Путь в четвертьфинал Открытого чемпионата США ему преградил россиянин Михаил Южный, который обыграл австралийца почти в 4-х часовом поединке, состоящем из пяти сетов. На концовку сезона Ллейтона не хватило и он сыграл только на трёх турнирах и в матче за Кубок Дэвиса, дважды победив и трижды проиграв. Сезон он завершил на 60-й позиции в рейтинге.

### 2014 год (29-й и 30-й титул в карьере, 600-я победа в карьере и возвращение в топ-40)
32-летний австралиец великолепно начал сезон, выиграв титул в Брисбене где в полуфинале он одолел близкого к топ-10 японца Кея Нисикори, а в финале переиграл самого Роджера Федерера — 6-1, 4-6, 6-3. Больше на официальных турнирах они никогда не встречались и окончательный счет их личных встреч стал 18-9 в пользу Роджера, но в последней победил Ллейтон. Этот титул был для Ллейтона первым с 2010 года. Кстати, этот успех позволил Хьюитту вернуть себе звание первой ракетки Австралии и подняться на 43-е место, войдя в топ-50 впервые за три с половиной года. Успех развить не получается и в дальнейшем Ллейтон снова играет неудачно. На Открытом чемпионате Австралии Ллейтон в первом раунде попадает на 24-го номера посева Андреаса Сеппи и в итоге проигрывает итальянцу — 6-7(4), 3-6, 7-5, 7-5, 5-7. В парном разряде Хьюитт сыграл на турнире вместе с Патриком Рафтером, который завершил одиночную карьеру еще в 2001 году, но парный разряд для Ллейтона тоже закончился в первом раунде. В феврале сыграл в четвертьфинале в Мемфисе, но в целом выступает неудачно. С февраля по июнь австралиец не мог выиграть два матча подряд, выбывая в первых раундах. На турнире в Майами, обыграв представителя Нидерландов Робина Хасе в первом раунде, Хьюитт одержал свою 600-ю победу в карьере. На Открытом чемпионате Франции он проиграл уже в первом раунде, а на Уимблдонском турнире во втором, потерпев обидное поражение от поляка Ежи Яновича в пяти сетах — 5-7, 4-6, 7-6(7), 6-4, 3-6.
В июле на травяном турнире в Ньюпорте Ллейтон в третий раз подряд выходит в финал. Прошлые финалы завершались для него поражением. На этот раз в решающем матче 33-летний австралиец победил Иво Карловича — 6-3, 6-7(4), 7-6(3) и завоевал тридцатый одиночный титул в карьере. Впервые с далекого 2004 года Хьюитт завоевал за сезон больше одного титула. Также он выиграл турнир в Ньюпорте и в парном разряде, где партнером Ллейтона был его соотечественник Крис Гуччоне, и впервые в карьере победил на одном турнире как в одиночном, так и в парном разрядах. Но это оказался последним титулом, который за свою карьеру завоевал австралиец. Да и победа на турнире надолго не окрылила Ллейтона. На американском харде, приняв участие в четырех турнирах, австралиец выиграл всего два матча. На Открытом чемпионате США Хьюитт потерпел поражение уже в первом круге от чеха Томаша Бердыха (6-й «сеяный») со счётом 3-6, 4-6, 3-6. В сентябре в матче плей-офф Мировой группы Кубка Дэвиса против сборной Узбекистана Хьюитт сначала обыграл Фарруха Дустова со счётом 6-4, 6-4, 6-2, а потом с Крисом Гуччионе победил в парном матче, таким образом австралийцы разгромили узбеков со счетом 5-0, сохранив место в Мировой группе. После этого в очередной раз досрочно завершает сезон. Несмотря на неудачную середину сезона, Ллейтон закончил его на 50-й позиции, удержав звание первой ракетки Австралии по итогам сезона.

### 2015 год (Заявление об уходе и неудачный сезон)
Новый сезон Ллейтон начал очень плохо. Защиту титула в Брисбене он завершил уже в первом раунде, уступив соотечественнику Сему Гроту — 3-6, 2-6, а на Открытом чемпионате Австралии в матче второго раунда он упустил преимущество в два сета и проиграл немцу Бенджамину Беккеру со счётом 6-2, 6-1, 3-6, 4-6, 2-6. После этого поражения Ллейтон, всегда опровергающий сплетни насчет его скорого ухода из тенниса, сам заявил, что отыграет еще год и завершит свою карьеру на юбилейном 20-м для себя Открытом чемпионате Австралии 2016 года. После этого не выходил на корт весь февраль и вернулся только в конце марта на Мастерс в Майами, где выбыл уже в первом раунде.
В апреле Ллейтон сыграл в победном в 2009 году для себя турнире в Хьюстоне, но в первой же игре уступил японцу Го Соэда со счётом 6-4, 6-7(3), 3-6. Экс-первая ракетка мира, уступивший в первом круге в Хьюстоне, заявил, что не будет выступать до начала сезона турниров на траве. На счету Хьюитта на тот момент было 98 побед на грунте, и есть мнение, что он сыграл в Хьюстоне, потому что хотел стать седьмым игроком в Открытой эре, одержавшим по сто побед на всех покрытиях, но не сложилось.
Решение пожертвовать грунтовым сезоном ради травяного не было оправданным, так как и на траве Ллейтон не одержал ни одной победы — на травяном турнире в Хертогенбосе Ллейтон в двух сетах уступил будущему чемпиону французу Николя Маю, а в своё время удачном травяном турнире в Лондоне в первом раунде не подал на матч в поединке с будущим финалистом Кевином Андерсоном и уступил. На Уимблдонском турнире Хьюитт в первом круге проиграл в пяти сетах финну Яркко Ниеминену — которому до этого никогда не проигрывал и который тоже летом объявил о скором завершении карьеры — со счётом 6-3, 3-6 6-4, 0-6, 9-11, упустив свой шанс во втором раунде сыграть против первой ракетки мира Новака Джоковича.
Ллейтон не пробовал защищать свой титул в Ньюпорте из-за в Кубке Дэвиса. На этот раз усилия Лейтона не были напрасны — несмотря на то, что после первого дня сборная Австралии уступала Казахстану со счетом 0-2, Ллейтон сначала выиграл парную комбинацию с Гротом, а потом уже в одиночку нанёс поражение Александру Недовесову со счётом 7-6(2), 6-2, 6-3 и тем самым принёс своей команде итоговую победу в четвертьфинале Мировой группы кубка Дэвиса. Кстати, это был первый раз, когда Ллейтон принес команде решающее очко при счете 2-2.
После Кубка Дэвиса Ллейтон вышел наконец во второй раунд в победном для себя в 2004 году в Вашингтоне, но во втором снова проиграл.
Выступая на Открытом чемпионате США, где он побеждал в 2001 году, Хьюитт ещё обыграл недавно побежденного Недовесова (правда, Недовесов тот матч из за травмы не доиграл), но во втором круге потерпел обидное поражение против соотечественника Бернарда Томича, где после безнадёжного начала, Ллейтон отыгрался по сетам, но уже Томич отыграл два матчбола и нанёс поражение Ллейтону в его последнем матче на Открытом чемпионате США — 6-3, 6-2, 3-6, 5-7, 7-5.
После поражения на Открытом чемпионате США Хьюитт принимает участие в полуфинале Кубка Дэвиса, где Австралия проиграла будущим чемпионам Великобритании, Ллейтон не играет одиночку, а в паре с Гротом в пяти сетах уступают братьям Маррей. Больше в этом сезоне Ллейтон не играет, закончив сезон при балансе побед-поражений в одиночном разряде 4-9.

### 2016 год (завершение карьеры)
Подготовку к своему последнему Открытому чемпионату Австралии (20-му по счету) Ллейтон, будучи уже игроком четвертой рейтинговой сотни, провел не на официальных турнирах, а на Кубке Хопмана, где команда Австралии не вышла из группы и несколькими выставочными матчами. В одном из интервью он поделился планами на будущее, что просто хочет быть с семьёй. «Наконец-то не придётся думать о постоянных тренировках и поддержании физической формы, не надо ставить будильник на ранний час, чтобы пойти в зал, можно просто побыть дома, немного отдохнуть и никуда не торопиться». На кортах Мельбурна Ллейтон в матче первого круга был обыгран соотечественник Джеймс Дакворт со счётом 7-6(5), 6-2, 6-4, но втором круге турнира 34-летний австралиец в трех сетах проиграл испанцу Давиду Ферреру со счётом 2-6, 4-6, 4-6. Ллейтон Хьюитт завершил профессиональную карьеру. Хьюитт сразу же стал новым капитаном австралийской команды в начале 2016 года, но из-за болезни Ника Кирьоса в матче первого раунда на харде, заявил сам себя на матчевую встречу с американцами в качестве игрока в парном матче в паре с Джоном Пирсом. Ллейтон с Джоном Пирсом в матче против братьев Брайанов проиграли в пяти сетах 3-6, 3-6, 6-4, 6-4, 3-6, а австралийцы проиграли американцам.

### 2018 год (несколько турниров в парном разряде)
На Открытом чемпионате Австралии по теннису в 2018 году пара Самюэль Грот и Ллейтон Хьюитт уступила в четвертьфинале дуэту Хуан Себастьян Кабаль и Роберт Фара из Колумбии.

## Достижения и статистика
- Бывшая первая ракетка мира в одиночном разряде.
- Трёхкратный победитель турниров Большого шлема (дважды — в одиночном разряде, один раз — в парном).
- Трёхкратный финалист турниров Большого шлема (дважды — в одиночном разряде, один раз — в миксте).
- Победитель 33-х турниров ATP (30 — в одиночном разряде).
- Двукратный обладатель Кубка Дэвиса (1999, 2003) и Командного Кубка мира (2001) в составе национальной сборной Австралии.
- В ноябре 2001 года Хьюитт стал на тот момент самым молодым теннисистом, ставшим первой ракеткой мира в мужском одиночном разряде в рейтинге ATP, в возрасте 20 лет, 8 месяцев и 26 дней. Через 21 год его рекорд побил испанец Карлос Алькарас, который поднялся на вершину в 19 лет, 4 месяца и 7 дней.
- На 2024 год является последним австралийцем, выигравшим титул на Больших шлемах.
- Полуфиналист двух юниорских турниров Большого шлема в парном разряде (Открытый чемпионат Австралии-1997, Открытый чемпионат США-1997).
- Молодой австралиец года (2003),